# Kim Đàn
Kim Đàn (giản thể: 金坛区; phồn thể: 金壇; bính âm: Jīntán) là một quận của địa cấp thị Thường Châu, tỉnh Giang Tô, Trung Quốc. Ngôn ngữ bản địa của quận là tiếng Ngô. Kim Đàn có một ngành công nghiệp nhẹ tương đối phát triển và được biết đến với sản phẩm giấm màu nâu. Năm 2008, tổng GDP đạt 26,3 tỉ NDT và GDP đầu người đạt 48.257 NDT (7.060 USD).

### Trấn
| - Kim Thành (金城镇) - Nho Lâm (儒林镇) - Nghiêu Đường (尧塘镇) - Trực Khê (直溪镇) | - Chu Lâm (朱林镇) - Tiết Phụ (薛埠镇) - Chỉ Tiền (指前镇) |